# ヘスス・フリアン・ルセンド
ヘスス・フリアン・ルセンド・エレディア（Jesús Julián Lucendo Heredia, 1970年4月19日 - ）は、アンドラ出身の元サッカー選手、現サッカー指導者。アンドラ代表であった。現役時代のポジションはDF・MF。

## 経歴
数多くのクラブでプレーした。1989-90シーズンにはFCバルセロナのトップチームでも1試合に出場した。2003年11月、膝の怪我により引退した。2006年より母国のFCレンジャーズの監督を務めている。

## 所属クラブ

### 選手
- 1989-1990  FCバルセロナ
- 1990-1991  レアル・バロンペディカ・リネンセ
- 1991-1992  FCアンドラ
- 1992-1993  FCカルタヘナ
- 1993-2002  FCアンドラ
- 2002-2008  FCサンタ・コロマ

### 指導者
- 2006-  FCレンジャーズ

## 個人成績
代表での年別出場試合数
| アンドラ代表 | 国際Aマッチ | 国際Aマッチ |
| 年           | 出場        | 得点        |
| ------------ | ----------- | ----------- |
| 1996         | 1           | 0           |
| 1997         | 2           | 0           |
| 1998         | 7           | 2           |
| 1999         | 5           | 0           |
| 2000         | 4           | 1           |
| 2001         | 4           | 0           |
| 2002         | 1           | 0           |
| 2003         | 5           | 0           |
| 通算         | 29          | 3           |